# 2-Hexanol
2-Hexanol ist eine chemische Verbindung aus der Gruppe der sekundären Alkohole. Sie ist eines der 17 Strukturisomere der Hexanole. Die Verbindung kommt in zwei stereoisomeren Formen vor. Wenn in der wissenschaftlichen Literatur oder in diesem Artikel von „2-Hexanol“ ohne jeden weiteren Zusatz die Rede ist, meint man stets das Racemat, also (RS)-(±)-2-Hexanol, ein 1:1-Gemisch von (R)- und (S)-2-Hexanol.

## Vorkommen

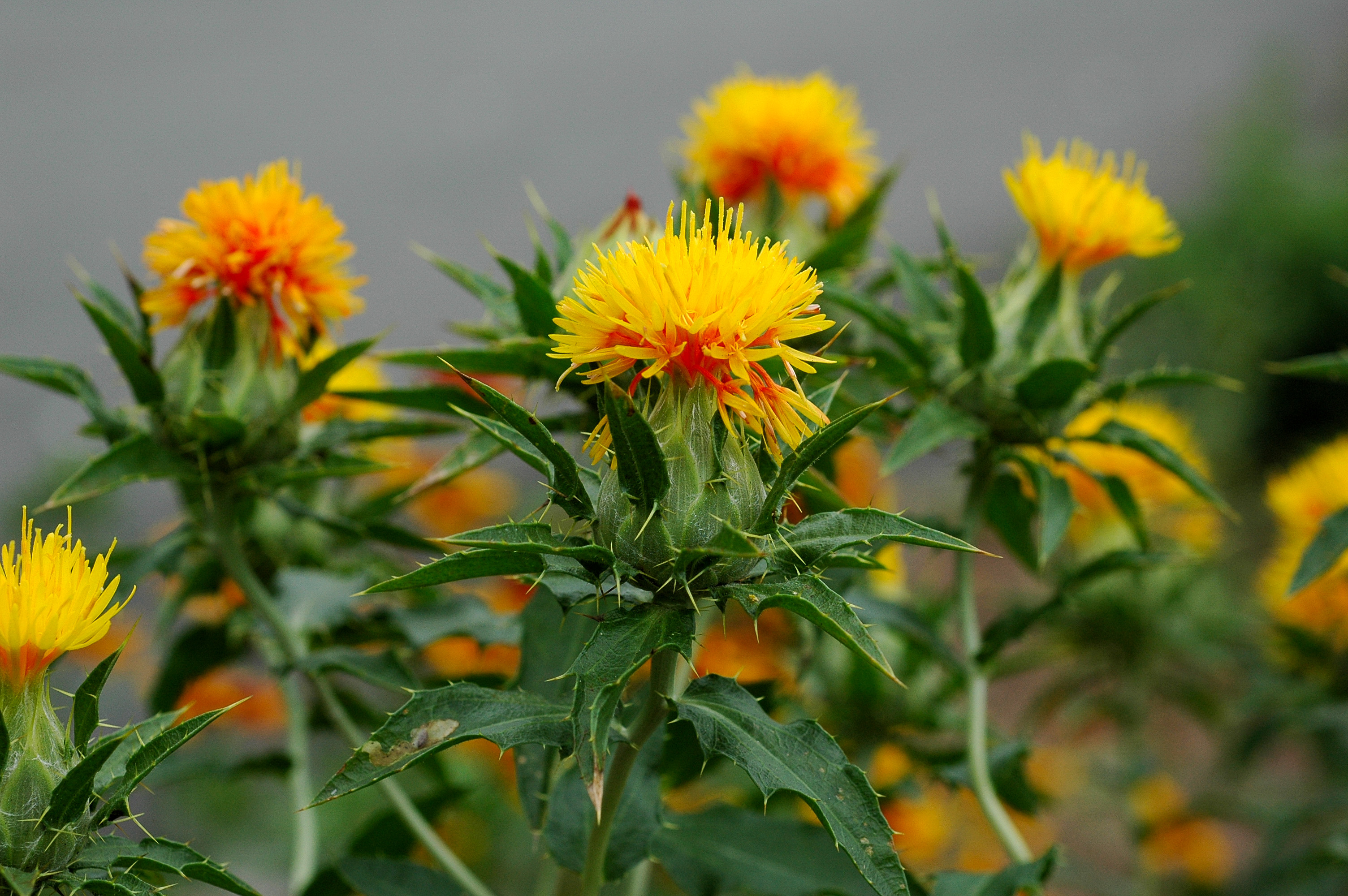
Färberdisteln enthalten natürlicherweise 2-Hexanol

Natürlich kommt 2-Hexanol in der Kleinblütigen Bergminze, Spanischem Pfeffer, Capsicum frutescens und der Färberdistel vor.

## Gewinnung und Darstellung
Racemisches 2-Hexanol kann im Labor durch Reaktion von 1-Hexen mit Wasser und Schwefelsäure gewonnen werden.

## Eigenschaften

Dampfdruckfunktion von 2-Hexanol

2-Hexanol ist eine farblose Flüssigkeit, die unter Normaldruck bei 140 °C siedet. Die Dampfdruckfunktion ergibt sich nach Antoine entsprechend log10(P) = A−(B/(T+C)) (P in Torr, T in °C) mit A = 8,4, B = 2076 und C = 237 im Temperaturbereich von 25 bis 142 °C. Die Verbindung bildet leicht entzündliche Dampf-Luft-Gemische. Sie hat einen Flammpunkt von 45 °C. Der Explosionsbereich liegt zwischen 1,1 Vol.‑% (45 g/m3) als untere Explosionsgrenze (UEG) und 7 Vol.‑% (298 g/m3) als obere Explosionsgrenze (OEG).